# Burnin' for You
«Burnin' for You» es una canción de la banda de hard rock estadounidense Blue Öyster Cult, incluida en el álbum Fire Of Unknown Origin, y publicada como sencillo en julio de 1981.

## Historia
Número 1 de la lista Mainstream Rock Tracks de Billboard, el sencillo permaneció tres semanas en el top 40 de la lista Billboard Hot 100 durante el verano de 1981. Fue además un tema muy popular en la entonces recién creada MTV.
La canción, al igual que otros grandes éxitos de la banda, como "Godzilla" y "(Don't Fear) The Reaper", fue cantada por el guitarrista Buck Dharma, quien fue compositor del tema junto al compositor y crítico de rock Richard Meltzer.
"Burnin' for You" fue incluida en la lista de canciones inapropiadas según Clear Channel Communications tras los atentados del 11 de septiembre de 2001.
El tema ha sido versionado por artistas como Lisa Marie Presley o Mike Watt. La banda de heavy metal Iced Earth incluyó la canción en su álbum versiones de 2012 Tribute to the Gods. En su versión original formó parte de la banda sonora de la serie de televisión How I Met Your Mother y en la versión del grupo Shiny Toy Guns, de 2010, fue utilizada para un spot del Lincoln MKS.